# KNN 뉴스특보
《KNN 뉴스특보》(KNN BREAKING NEWS)는 대한민국 KNN에서 특집 뉴스로 편성되어 방송되는 KNN의 뉴스특보 프로그램이다.

## 기획 의도
대한민국 등과 관련된 중대한 소식을 신속하고 공정하게 전달하는 KNN의 뉴스특보 프로그램이다.

## 방송 시간
- 특집 뉴스 편성으로 전달하는 뉴스특보이므로 정해진 방송 시간이 없이 유동적으로 편성된다.
- 정규 뉴스 시간대[1]에 방송될 경우 그 시간대에 방송되는 뉴스가 뉴스특보로 대신 방송되거나 해당 정규 뉴스에서 그 내용을 중점적으로 다룬다.
- 정규 프로그램(예 : 런닝맨, 정글의 법칙, 집사부일체, 미운 우리 새끼, 스포츠 중계, KNN 생방송 투데이, 좋은 아침 등)이 방송되는 도중에 실시간으로 즉시 전달해야 할 소식이 발생한 경우, 진행 중인 그 정규 프로그램을 잠시 중단시키고 그 소식에 관련된 뉴스를 방송하는 경우도 있다.

## 타이틀 변천사
- 현재 타이틀은 2006년 5월 14일을 기준으로 한다.

| 기수 | 프로그램 타이틀 | 방송 기간                         |
| ---- | --------------- | --------------------------------- |
| 1기  | PSB 뉴스특보    | 1995년 5월 14일 ~ 2006년 5월 13일 |
| 2기  | KNN 뉴스특보    | 2006년 5월 14일 ~ 현재            |

## 같이 보기
- SBS 뉴스특보

## 그 외KNN의 뉴스 프로그램
- KNN 모닝와이드
- 모닝통통통
- KNN 뉴스와 생활경제
- KNN 뉴스아이